# L'arrotino
L'arrotino è un cortometraggio del 2001 diretto da Straub e Huillet e tratto da una novella di Elio Vittorini.

## Trama
Il lavoro di un arrotino in una piazza di una località siciliana.